# Strzeliska Stare
Strzeliska Stare – wieś na Ukrainie w rejonie lwowskim (do 2020 roku w rejonie żydaczowskim) należącym do obwodu lwowskiego.
Wieś położona była w ziemi lwowskiej, należała do dóbr strzeliskich Jabłonowskich w 1779 roku. Pod koniec XIX we wsi był folwark Zakrzywiec.
W II Rzeczypospolitej wieś położona w gminie Strzeliska Nowe w powiecie bóbreckim województwa lwowskiego. W 1931 r. liczyła 1183 mieszkańców. 23 lutego i 7 marca 1944 r. zaatakowana przez oddział Ukraińskiej Powstańczej Armii. W czasie napadu zginęło 45 Polaków. Spalono też kolonię Henrykówkę.